# Codmore Hill
Codmore Hill – osada w Anglii, w hrabstwie West Sussex, w dystrykcie Horsham. Leży 25 km na północny wschód od miasta Chichester i 65 km na południowy zachód od Londynu.